# Kakegawa Challenger
Il Kakegawa Challenger è stato un torneo professionistico di tennis giocato su campi in sintetico. Faceva parte dell'ATP Challenger Series.Si è giocata una sola edizione, a Kakegawa in Giappone.

## Albo d'oro

### Singolare
| Anno | Campione         | Finalista       | Punteggio |
| ---- | ---------------- | --------------- | --------- |
| 1991 | Massimo Ardinghi | Florian Krumrey | 7–5, 6–3  |

### Doppio
| Anno | Campioni               | Finalisti                | Punteggio |
| ---- | ---------------------- | ------------------------ | --------- |
| 1991 | Sean Cole Eoin Collins | Florian Krumrey Ron Ward | 7–6, 7–6  |